# Asceta

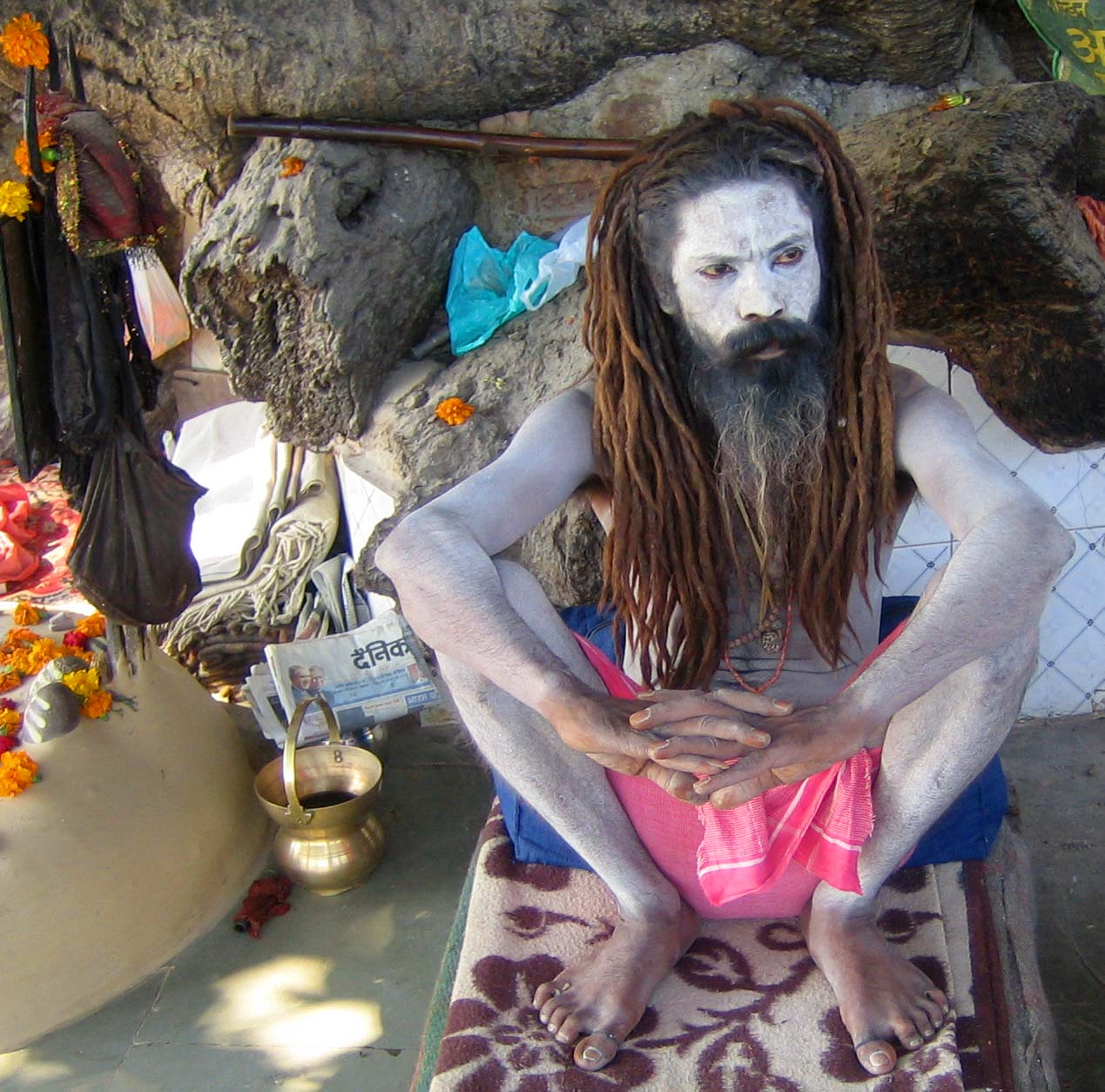
Asceta indyjski (sadhu), który pokrył skórę popiołem

Asceta (gr. asketes „ćwiczący się”) – wyznawca religijny zmierzający do zbawienia przez ascezę. W rozumieniu potocznym człowiek odmawiający sobie przyjemności życiowych z innych pobudek niż religijne.
Wierzący usiłujący osiągnąć zbawienie lub dążący do doskonałości przez ascezę w braminizmie i buddyzmie to sannjasin, w chrześcijaństwie i judaizmie to anachoreta. Zorganizowana zbiorowość mnisza prowadząca ascetyczny tryb życia nazywana jest monastycyzmem.